# المطبعة المهدية
المطبعة المهدية تم تأسيسها سنة 1928 من طرف الأستاذ محمد داود، و انتخب رئيساً لمجلس إدارتها، فكانت أول مطبعة عربية وطنية كبرى ساهمت في نشر الثقافة حيث طبع فيها الصحف الوطنية و المؤلفات العربية و عملت في حقل النضال الوطني في شمال المغرب.